# Перша (приток Люнды)
Перша — река в России, протекает по территории Воротынского района Нижегородской области и Юринского района Республики Марий Эл. Устье реки находится в 19 км от устья Люнды по правому берегу. Длина реки составляет 24 км, площадь водосборного бассейна — 132 км².
Вытекает из озера Большое Плотово на высоте 112,8 м по мелиоративному каналу. По территории Нижегородской области река течёт первые несколько сот метров, прочее течение находится в Марий Эл. Далее течёт на северо-восток, принимает два левобережных притока — реки Тёплую и Отрыв. На Перше стоят населённые пункты Садомиха (нежилая), Васильевское, Растегаиха. Впадает в Люнду выше деревни Никольская Слобода.

## Данные водного реестра
По данным государственного водного реестра России относится к Верхневолжскому бассейновому округу, водохозяйственный участок реки — Ветлуга от города Ветлуга и до устья, речной подбассейн реки — Волга от впадения Оки до Куйбышевского водохранилища (без бассейна Суры). Речной бассейн реки — (Верхняя) Волга до Куйбышевского водохранилища (без бассейна Оки).
Код объекта в государственном водном реестре — 08010400212110000043830.

## Название
В гидрониме выделяем основу Пер, этимологически связанную с пермским пера, переб в значении «болото, трясина» <…>, -ша — гидроформант.
— Топонимия Марий Эл